# میل شهرستان
میل شهرستان مربوط به دوره ساسانی است و در شهرستان قم، بخش مرکزی، جاده سراجه واقع شده است. این اثر در تاریخ ۹ اردیبهشت ۱۳۸۲ با شماره ثبت ۸۶۲۵ به عنوان یکی از آثار ملی ایران به ثبت رسیده است.